# Copacul dorințelor
Copacul dorințelor (în georgiană ნატვრის ხე, transliterat: Natvris khe, în rusă Древо желания, transliterat: Drevo jelania) este un film din 1976 regizat de Tenghiz Abuladze.